# Prvenstvo Hrvatske u dvoranskom hokeju 2002.
Prvenstvo Hrvatske u dvoranskom hokeju za 2002. godinu.

## Za poredak 5. – 8. mjesta
- za 7. mjesto

Concordia - Trešnjevka 6:1
- za 5. mjesto

Centar - Atom 4:3

## Doigravanje
- poluzavršnica, 3. ožujka

Marathon - Jedinstvo 5:3

Zelina - Mladost 6:5
- za 3. mjesto, 3. ožujka

Mladost - Jedinstvo 6:4
- završnica, 3. ožujka

Marathon - Zelina 6:4
Prvak Hrvatske u dvoranskom hokeju za 2002. godinu je zagrebački Marathon.
Konačni poredak:
1. Marathon
2. Zelina
3. Mladost
4. Jedinstvo
5. Centar
6. Atom
7. Concordia
8. Trešnjevka

## Vanjske poveznice
- Arhiva novosti Sv. Ivana Zeline  Arhivirana inačica izvorne stranice od 15. ožujka 2008. (Wayback Machine) Zelinski hokejaši viceprvaci države